# 由利三薬館
株式会社由利三薬館（ゆりさんやくかん）は、兵庫県豊岡市に本社を置く主に医薬品卸業社であった。

## 沿革
- 2004年（平成16年）2月「株式会社クラヤ三星堂」に営業譲渡

## 営業所
- 養父郡

## 主な取引メーカー
- 武田薬品
- 藤沢薬品
- 第一製薬
- 大日本製薬